# 탄소-14

탄소-14(14C)는 탄소의 방사성 동위 원소이다. 1934년에 안개 상자의 실험 결과를 설명하기 위하여, 탄소-14가 존재 할 것이라는 가설을 세웠다. 이후 1936년에 탄소-14를 관찰하였고 1940년에 화학적 성질과 반감기가 밝혀 졌다., 6개의 양성자와 8개의 중성자, 6개의 전자로 구성되어 있다.
대기중 존재하는 탄소 99%가 탄소-12, 1%가 탄소-13으로 존재하는데, 전체 탄소 중 1조분의 1만이 이 동위원소의 형태로 존재한다. 현 시기 탄소 비율은 14C/C = 1.2 x 10−12이다.

## 생성과 붕괴
탄소-14는 지상 9km 이상의 대기권에서 우주선에 의해 생성되는 중성자가 질소-14와 핵반응을 이루어 생성된다. 그래서 대기 중에는 일정한 양의 탄소-14가 존재하며, 탄소 순환을 통해 생명체에 흡수된다.
시간이 지남에 따라서 질소-14로 베타 붕괴를 통하여 붕괴되며, 5730±40년의 반감기를 가지고 있다. 이를 이용하여 비교적 단시간이 지난 시료의 연대를 측정하는 방사성 탄소 연대 측정법에 이용된다.

## 방사성 탄소 연대 측정법
방사성 탄소 연대 측정법은 대기 중에서 탄소 동위 원소의 비율이 일정하다는 점을 이용하여 유기물이 포함된 시료의 연대를 측정하는 방법이다. 이는 살아있는 생물의 경우 식물은 광합성, 동물은 호흡을 통해 탄소 동위 원소의 비율을 일정하게 유지시키지만 죽은 뒤에는 탄소의 교환이 일어나지 않아 체내 탄소-14가 붕괴되어 감소함을 이용하여 연대를 측정한다. 대략 6만 년까지의 연대를 정확하게 측정할 수 있다.

## 같이 보기
- 탄소 동위 원소
- 탄소-12
- 동위 원소 표
- 탄소
- 질소
- 방사성 탄소 연대 측정법

| 가벼운 핵종 탄소-13 | 탄소의 동위 원소 | 무거운 핵종 탄소-15 |

| 어미핵종: 붕소-14, 붕소-15 붕소-17, 질소-18 | 탄소-14의 붕괴 사슬 | 딸핵종: 질소-14 |